# Krautheim (Thuringe)
Pour les articles homonymes, voir Krautheim.
Krautheim est une ancienne commune allemande de l'arrondissement du Pays-de-Weimar, Land de Thuringe.

## Géographie
Krautheim se situe au sud du Bassin de Thuringe, au pied de l'Ettersberg. Au sud se trouve le bassin de rétention de Speicher Schwerstedt alimenté par un ruisseau, la Lache, un affluent de la Scherkonde. Au nord se trouve le lac de Großbrembach, un lac de barrage.
| Kleinbrembach | Großbrembach |             |
| Neumark       | Krautheim    |             |
| Schwerstedt   |              | Buttelstedt |

La commune comprend le village de Haindorf.

## Histoire
Krautheim est mentionné pour la première fois en 815 sous le nom de "Crutheim" dans un répertoire des possessions de l'abbaye d'Hersfeld.
Une inondation en 1613 cause des dégâts importants. Le village est détruit durant la guerre de Trente Ans. De grands incendies ont lieu en 1676 (19 maisons), 1693, 1784, 1825 (26 maisons) et 1864.

## Source de la traduction
- (de) Cet article est partiellement ou en totalité issu de l’article de Wikipédia en allemand intitulé « Krautheim (Thüringen) » (voir la liste des auteurs).